# Sagittaria cristata
Sagittaria cristata är en svaltingväxtart som beskrevs av Georg George Engelmann. Sagittaria cristata ingår i släktet pilbladssläktet, och familjen svaltingväxter. Inga underarter finns listade.